# Fauconnet à collier
Microhierax caerulescens
Espèce
Répartition géographique
Statut de conservation UICN

 LC  : Préoccupation mineure
Statut CITES
Le Fauconnet à collier (Microhierax caerulescens) est une espèce de rapaces diurnes appartenant à la famille des Falconidae.

## Description
Cet oiseau mesure 15 à 18 cm pour une masse de 30 à 50 g.